# Gmina Guldborgsund
Gmina Guldborgsund (duń. Guldborgsund Kommune) – gmina w Danii, w regionie Zelandia.
Gmina powstała 1 stycznia 2007 roku na mocy reformy administracyjnej z połączenia gmin Nykøbing Falster, Nysted, Nørre Alslev, Sakskøbing, Stubbekøbing, Sydfalster.
Siedzibą władz gminy jest miasto Nykøbing Falster.